# 芬蘭瑞典族
芬蘭瑞典族（瑞典語：Finlandssvenskar），是芬兰的一个说瑞典语的少数群体。他们保持着强烈的身份认同，并被认为要么是身为芬兰人但同时也是一个单独的族群，或者是一个单独的民族。他们说的是芬兰瑞典语，该语言包括标准语及多个独特的方言，这些方言和在瑞典所说的方言基本互通，在较低程度上也和其它北欧语言互通。
据统计显示，2016年底时在芬兰大陆有263,948人申报自己的母语为瑞典语，在奥兰自治区有25,592人的母语为瑞典语。这相当于在芬兰总人口数中说瑞典语的人占5.3%，扣除奥兰自治区则比率为4.8%。在19世纪初期大约有15%的芬兰人口中母语为瑞典语，当时瑞典语被视为是高贵的语言，但之后这个比率则一直持续下降。统计分析显示，当今瑞典族的人口数量稳定持平，甚至还略微上升，因为有更多的双语家庭（即父母中一方母语为芬兰语，另一方母语为瑞典语）倾向于把孩子的母语登记为瑞典语。据估计，70%的双语家庭把孩子的母语登记为瑞典语。

## 名称
族群本身的瑞典语名称（单数）的字面意思是“芬兰的瑞典人”，在中文里的正式翻译是“芬兰瑞典族”。有些中文文档翻译为“瑞典裔芬兰人”，实际上此译名并不准确，因为这暗示该族群是从瑞典移民至芬兰的，可事实上该族群在芬兰成为一个政治实体之前就居住在芬兰。受其它语言的影响，在中文文档中有时也翻译成“说瑞典语的芬兰人”或“以瑞典语为母语的芬兰人”。

## 身份认同

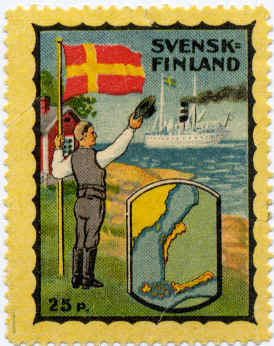
芬兰瑞典族人民党在1922年发行的邮票，象征芬兰瑞典族跟瑞典的紧密交流

官方语言仅为芬兰语的市镇
官方语言为双语但芬兰语占多数的市镇
官方语言为双语但瑞典语占多数的市镇
官方语言仅为瑞典语的市镇（奥兰）
官方语言为萨米语和芬兰语双语的市镇
超过1万7千的瑞典族人口居住在官方语言仅为芬兰语的市镇里，并未在此地图上显示。

据一个发表在1981年的社会学研究表明，芬兰瑞典族符合定义一个民族的四个主要条件：自我认同、语言、社会结构和祖先。然而，不是所有的芬兰瑞典族人愿意自我标识为一个单独民族的代表。最重要的一个代表芬兰瑞典族利益的政治组织——芬兰瑞典族人民党——把芬兰瑞典族定义为一个用瑞典语来表达芬兰人身份认同的民族。当然这也是有争论的：对立的观点为芬兰瑞典族人是瑞典人的一个分支，即“东部瑞典人”（östsvenskar）。
尽管有这些不同的观点，芬兰瑞典族人普遍上跟主体民族有不同的身份认同，他们也希望得到这样的认可。在说瑞典语时，芬兰瑞典族人用这个单词来表示所有芬兰公民。使用这样一个名词来包括他们自己以及母语是芬兰语的芬兰人（即芬兰族），是因为瑞典语单词在芬兰瑞典语的用法中暗示了说芬兰语的芬兰人。在瑞典，这两个单词的区分不是众所周知的，也通常没有区别。
现今瑞典族和芬兰族之间的通婚现象非常普遍。据一项2005年在瑞典语为官方语言（或之一）的市镇里做的调查显示，在父母中一方为瑞典族另一方为芬兰族的家庭中48.5%为双语家庭，在这些双语家庭中67.7%的家庭把孩子的母语注册为瑞典语。而在瑞典语为教学语言的学校上学的比率则更高。芬兰政府根据本人（或其父母）的自我选择来注册其母语，并且在任何时候可以申请改变自己的注册母语。一个人只能把自己的母语注册为要么是瑞典语或者是芬兰语，而不像在加拿大那样可以把两者同时注册为母语。